# Michaël Nisand
Pour les articles homonymes, voir Nisand.
Michaël Nisand est un kinésithérapeute français né en 1952 en Israël. 
Il fut l'assistant de Françoise Mézières à l'époque de la Méthode Mézières. Il est le coordinateur pédagogique du diplôme d'université d'expertise clinique en physiothérapie normo-inductive et le concepteur de son paradigme.

## Biographie
Michaël Nisand est le fils de Léon Nisand (1923-2014), médecin, résistant, philosophe et écrivain français.

## Parcours

### La méthode Mézières
Elève de Françoise Mézières depuis 1978, il devient son assistant et met en évidence une chaîne musculaire, « la chaîne antérieure du cou ». Celle-ci sera décrite par Françoise Mézières dans son livre Originalité de la méthode Mézières, rédaction de l'ouvrage auquel il collabore. 
Auteur de nombreux articles sur sa méthode,,,,,, et d'un ouvrage qui retrace la vie et l’œuvre de Françoise Mézières.

### La Reconstruction Posturale
En 1992, il fonde l’Institut de Reconstruction Posturale ainsi que le diplôme universitaire de Reconstruction Posturale à l'université de Strasbourg, en partenariat avec M. Christian Callens, directeur de l'institut de formation en masso-kinésithérapie de Strasbourg. C'est le premier diplôme universitaire destiné uniquement aux kinésithérapeutes en France et il est dédié à la transmission ad integrum de l'œuvre de Mézières.
Il est l’auteur de nombreux articles sur la Reconstruction Posturale. Il enseigne également aux États-Unis, au Canada, en Suisse, au Brésil, et donne régulièrement des conférences dans les instituts de formation en masso-kinésithérapie et dans les congrès spécialisés. Ambitionnant de former un corpus d’experts, il crée en 1994 le Collège international des praticiens de Reconstruction Posturale (CIPRP), dont il assure annuellement la formation continue. 
En 2015, il cède la marque au CIPRP.

### La physiothérapie normo-inductive
En 2015, une recherche en neuro-imagerie réalisée en collaboration avec le service de médecine nucléaire du CHU de Strasbourg marque un tournant radical.
Cinq ans après, il crée le diplôme d’université d’expertise clinique en physiothérapie inductive à l’Université de Strasbourg.
Avec la physiothérapie normo-inductive, il tourne résolument le dos à la vision plastique de Mézières ainsi qu’à la vision mécaniste de la kinésithérapie conventionnelle pour se consacrer au développement des concepts et des techniques issues de son paradigme (qualifié de neurogène) des troubles de l’appareil locomoteur.
Actuellement, il partage son temps entre les soins aux patients, la recherche, l’enseignement de la physiothérapie normo-inductive et la rédaction d’un ouvrage consacré à ce paradigme thérapeutique.